# Ladislav František Čelakovský
Ladislav František Čelakovský (3. prosince 1864 Praha-Nové Město — 3. prosince 1916 tamtéž) byl český mykolog a botanik. Byl synem botanika Ladislava Josefa Čelakovského a synovcem Jaromíra Čelakovského. V roce 1909 se stal členem Královské české společnosti nauk. Čelakovský byl profesorem fyziologie rostlin Českého vysokého učení technického v Praze.
Je jedním z prvních významných vědců, kteří se zabývali studiem hlenek.

## Dílo
- České myxomycety, 1890. Dostupné online.